# Berylliose
Berylliose, eller kronisk berylliumsygdom (CBD efter eng. Chronic beryllium disease), er en kronisk, allergisk lungerespons og kronisk lungesygdom forårsaget af udsættelse for beryllium og dets forbindelser, en form for berylliumforgiftning. Det er ikke det samme som akut berylliumforgiftning, der er blevet en sjældenhed efter der omkring 1950 blev fastsat grænser for udsættelse på arbejdspladser.
Tilstanden er uhelbredelig, men symptomerne kan behandles.

## Fodnoter
1. ↑  OSHA Beryllium Health Effects Page accessed March 29, 2016
2. ↑  Dweik, Raed A (2008-11-19). "Berylliosis: Treatment & Medication". Medscape. Hentet 2009-08-21.

| Sygdom | Spire Denne artikel om sygdom er en spire som bør udbygges. Du er velkommen til at hjælpe Wikipedia ved at udvide den. |